# Màquina de Boltzmann restrictiva

Fig.1 Diagrama de la RBM amb 3 unitats visibles i 4 unitats amagades

Una màquina de Boltzmann restrictiva (en anglès RBM, Restricted Boltzmann machine) és una xarxa neuronal artificial estocàstica i generativa que pot aprendre distribucions de probabilitat de les seves entrades. Les RBMs van ser inventades per Paul Smolensky el 1986 i millorades amb algorismes ràpids d'aprenentatge a inicis del segle XXI per Geoffrey Hinton.

## Estructura
Com indica el seu nom, les RBM són una variant de les màquines de Boltzmann, amb la restricció que cada neurona o node ha d'estar formada per un graf bipolar (un grup de unitats visibles que són les entrades i un grup d'unitats amagades) on no hi ha connexions dintre del grup. Vegeu la Fig.1
- Les RMB tenen dues capes : capa visible i capa amagada. La capa visible és l'entrada.
- No hi ha connexions dintre la mateixa capa, vol dir que les neurones són independents entre elles. Amb aquesta simplificació s'obté major simplicitat de càlcul però menor exactitud de la solució.